# Observatorio de La Murta
El Observatorio de La Murta es un observatorio astronómico localizado en la ciudad española de Murcia, más concretamente en la sierra de Carrascoy. Es propiedad municipal y posee el Código de Observatorio J76 del MPC.
El observatorio se dedica principalmente a la divulgación desde 2001 en que se creó por parte de la agrupación astronómica regional. Además de la visita de ciudadanos para la observación nocturna de estrellas, en él se hace un seguimiento sistemático de cometas y de asteroides del Sistema Solar.
Los investigadores del observatorio tienen entre sus logros el descubrimiento de un asteroide en 2008 catalogado con el código (448051) 2008 FW61 por el MPC.  También ha colaborado con la NASA en las misiones "Deep Impact" y "Dawn", y con el Instituto de Ciencias del Espacio (CSIC-IEEC) y el Instituto de Astrofísica de Canarias (IAC).
El observatorio está abandonado desde aparentemente antes del año 2023.